# 第161飛行隊 (イスラエル空軍)
イスラエル空軍 第161飛行隊（161 Squadron） は、イスラエル航空宇宙軍で無人偵察機"エルビット ヘルメス 450"および"エルビット ヘルメス 900"を運用する飛行隊である。
以前はAH-1 コブラを運用する部隊であったため、"サウザン・コブラ・スコードロン" (The Southern Cobra Squadron)の別名で知られていた。無人機を運用している現在は"ブラックスネーク・スコードロン" (The Black Snake Squadron)の呼称を持つが、これはコブラ運用時代に黒い蛇を描いた飛行隊エンブレムが使用され、また所属するコブラの期待に黒い蛇のイラストが描かれていた事に由来する。

## 歴史
イスラエル空軍は1973年の第四次中東戦争の戦訓から攻撃ヘリコプター導入の検討を始め、1975年にはベル社のAH-1G コブラ 6機を試験的に導入してテストを開始し、1978年にはAH-1を運用する部隊として第160飛行隊 "ファースト・コブラ・スコードロン"がその活動を開始した。1979年にレバノンでの作戦に投入されその有用性が示されたことでイスラエル空軍はAH-1の更なる運用数増加を図ったが、アメリカ側がAH-1の大量の輸出に難色を示し、替わりに小型軽量のMD500 ディフェンダーを追加導入する事が決定され、これを運用する部隊として1980年3月に第190飛行隊"ディフェンダー・スコードロン"が編成された。
1982年のレバノン侵攻 (1982年)の影響などもあり、これ以降1985年までAH-1の追加輸入は認められなかったが、1985年に24機の追加導入がアメリカから認められたことにより、6月1日にAH-1を運用する2番目の飛行隊として第161飛行隊が編成された。これ以降、第160飛行隊にノーザン・コブラ・スコードロン、第161飛行隊にはサウザン・コブラ・スコードロンの愛称が付けられたが、実際に活動地域が南北に分かれていたかは不明である。いずれも所属はパルマヒム空軍基地であった。また、90年代以降には、第160飛行隊のAH-1には機首の両側面に白い蛇のイラストが描かれるようになり、また第161飛行隊の機体には黒い蛇のイラストが描かれるようになった。
1990年にはより重装甲のAH-64 アパッチ攻撃ヘリコプターのイスラエル空軍への導入が始まり、第113飛行隊での運用が開始された。1993年には24機のアパッチが追加導入され、MD500を運用していた第190飛行隊の装備もアパッチに更新された。
2000年代以降にはAH-64Aの改良モデルであるAH-64D アパッチ・ロングボウの導入契約が結ばれ、こういった状況を受けてAH-1飛行隊の縮小が検討されるようになった。
2005年にAH-64Dがイスラエル空軍に導入され、これとほぼ時を同じくして第161飛行隊は解散となった。この際運用していたAH-1や人員は、AH-1の運用を続ける第160飛行隊への合流、空軍飛行学校での運用、アグレッサー部隊として再編された第115飛行隊への配備、そしてAH-64飛行隊への増員、などに割り振られた。
2012年になって、第161飛行隊はエルビット・システムズ製の無人偵察機ヘルメス 450を運用する飛行隊としてパルマヒム空軍基地で再編された。2015年頃からは新型のヘルメス 900の運用も開始された。